# Tomoka Takeuchi
Tomoka Takeuchi (jap. 竹内智香 Takeuchi Tomoka; ur. 21 grudnia 1983 w Asahikawie) – japońska snowboardzistka, wicemistrzyni olimpijska i brązowa medalistka mistrzostw świata.

## Kariera
Po raz pierwszy na arenie międzynarodowej pojawiła się 5 marca 1999 roku w miejscowości Ajigasawa, gdzie w mistrzostwach kraju zajęła dziewiąte miejsce w gigancie. W 2011 roku wystartowała na mistrzostwach świata juniorów w Nassfeld, gdzie była czwarta w gigancie równoległym (PGS), a slalomu równoległego (PSL) nie ukończyła. Startowała także na rozgrywanych dwa lata później mistrzostwach świata juniorów w Prato Nevoso, gdzie giganta równoległego ukończyła na ósmej pozycji.
W zawodach Pucharu Świata zadebiutowała 17 stycznia 2001 roku w Kronplatz, zajmując 63. miejsce w PGS. Pierwsze pucharowe punkty wywalczyła 24 stycznia 2002 roku w Kreischbergu, zajmując w tej samej konkurencji 21. miejsce. Pierwszy raz na podium zawodów tego cyklu stanęła 20 lutego 2004 roku w Sapporo, kończąc rywalizację na trzeciej pozycji. W zawodach tych wyprzedziły ją jedynie Daniela Meuli ze Szwajcarii i Austriaczka Doris Günther. Najlepsze wyniki w osiągnęła w sezonie 2013/2014, kiedy zajęła 5. miejsce w klasyfikacji generalnej PAR a w klasyfikacji PGS była druga. W klasyfikacji PGS była też trzecia w sezonie 2012/2013, a w sezonie 2008/2009 trzecie miejsce zajęła w klasyfikacji PAR.
Największy sukces w karierze osiągnęła w 2014 roku, kiedy podczas igrzysk olimpijskich w Soczi wywalczyła srebrny medal w gigancie równoległym, plasując się między Patrizią Kummer ze Szwajcarii i Rosjanką Aloną Zawarziną. Brała też udział w trzech poprzednich edycjach tych zawodów, najlepszy wynik uzyskując na igrzyskach w Turynie w 2006 roku, gdzie była dziewiąta w gigancie równoległym. Na mistrzostwach świata w Kreischbergu w 2015 roku w tej samej konkurencji zajęła trzecie miejsce, przegrywając tylko z Austriaczką Claudią Riegler oraz Aloną Zawarziną. Zajęła też między innymi czwarte miejsce w gigancie równoległym na mistrzostwach świata w Gangwon, gdzie walkę o medal przegrała z Patrizią Kummer.

## Osiągnięcia

### Igrzyska olimpijskie
| Miejsce | Dzień     | Rok  | Miejscowość    | Konkurencja       | Zwyciężczyni        |
| ------- | --------- | ---- | -------------- | ----------------- | ------------------- |
| 22.     | 15 lutego | 2002 | Salt Lake City | Gigant równoległy | Isabelle Blanc      |
| 9.      | 23 lutego | 2006 | Turyn          | Gigant równoległy | Daniela Meuli       |
| 13.     | 26 lutego | 2010 | Vancouver      | Gigant równoległy | Nicolien Sauerbreij |
| 2.      | 19 lutego | 2014 | Soczi          | Gigant równoległy | Patrizia Kummer     |
| 5.      | 24 lutego | 2018 | Pjongczang     | Gigant równoległy | Ester Ledecká       |
| 15.     | 8 lutego  | 2006 | Pekin          | Gigant równoległy | Ester Ledecká       |

### Mistrzostwa świata
| Miejsce | Dzień       | Rok  | Miejscowość          | Konkurencja       | Zwyciężczyni              |
| ------- | ----------- | ---- | -------------------- | ----------------- | ------------------------- |
| 29.     | 23 stycznia | 2001 | Madonna di Campiglio | Gigant            | Karine Ruby               |
| 42.     | 24 stycznia | 2001 | Madonna di Campiglio | Gigant równoległy | Ursula Bruhin             |
| 45.     | 26 stycznia | 2001 | Madonna di Campiglio | Slalom równoległy | Karine Ruby               |
| 39.     | 13 stycznia | 2003 | Kreischberg          | Gigant równoległy | Ursula Bruhin             |
| 30.     | 15 stycznia | 2003 | Kreischberg          | Slalom równoległy | Isabelle Blanc            |
| 15.     | 18 stycznia | 2005 | Whistler             | Gigant równoległy | Manuela Riegler           |
| 7.      | 19 stycznia | 2005 | Whistler             | Slalom równoległy | Daniela Meuli             |
| 15.     | 16 stycznia | 2007 | Arosa                | Gigant równoległy | Jekatierina Tudiegieszewa |
| 14.     | 17 stycznia | 2007 | Arosa                | Slalom równoległy | Heidi Neururer            |
| 4.      | 20 stycznia | 2009 | Gangwon              | Gigant równoległy | Marion Kreiner            |
| 13.     | 21 stycznia | 2009 | Gangwon              | Slalom równoległy | Fränzi Mägert-Kohli       |
| 20.     | 19 stycznia | 2011 | La Molina            | Gigant równoległy | Alona Zawarzina           |
| 13.     | 21 stycznia | 2011 | La Molina            | Slalom równoległy | Hilde-Katrine Engeli      |
| 7.      | 25 stycznia | 2013 | Stoneham             | Gigant równoległy | Isabella Laböck           |
| 8.      | 27 stycznia | 2013 | Stoneham             | Slalom równoległy | Jekatierina Tudiegieszewa |
| 15.     | 22 stycznia | 2015 | Kreischberg          | Slalom równoległy | Ester Ledecká             |
| 3.      | 23 stycznia | 2015 | Kreischberg          | Gigant równoległy | Claudia Riegler           |
| 12.     | 15 marca    | 2017 | Sierra Nevada        | Slalom równoległy | Daniela Ulbing            |
| 10.     | 16 marca    | 2017 | Sierra Nevada        | Gigant równoległy | Ester Ledecká             |
| 7.      | 1 marca     | 2021 | Rogla                | Gigant równoległy | Selina Jörg               |
| 13.     | 2 marca     | 2021 | Rogla                | Slalom równoległy | Sofija Nadyrszyna         |

### Puchar Świata

#### Miejsca w klasyfikacji generalnej
- sezon 2000/2001: -
- sezon 2001/2002: -
- sezon 2002/2003: -
- sezon 2003/2004: -
- sezon 2004/2005: -
- sezon 2005/2006: 39.
- sezon 2006/2007: 29.
- sezon 2007/2008: 23.
- sezon 2008/2009: 6.
- sezon 2009/2010: 28.
- sezon 2010/2011: 12.
- sezon 2011/2012: 10.
- sezon 2012/2013: 7.
- sezon 2013/2014: 5.
- sezon 2014/2015: 9.
- sezon 2015/2016: 15.
- sezon 2016/2017: 12.
- sezon 2017/2018: 19.
- sezon 2018/2019: -
- sezon 2019/2020: -
- sezon 2020/2021: 15.
- sezon 2021/2022: 18.

#### Miejsca na podium w zawodach
1. Sapporo – 20 lutego 2004 (gigant równoległy) – 3. miejsce
2. Kreischberg – 6 stycznia 2009 (gigant równoległy) – 2. miejsce
3. Kreischberg – 7 stycznia 2009 (slalom równoległy) – 2. miejsce
4. Stoneham – 22 lutego 2009 (gigant równoległy) – 2. miejsce
5. Sunday River – 26 lutego 2009 (gigant równoległy) – 2. miejsce
6. Moskwa – 5 marca 2011 (slalom równoległy) – 2. miejsce
7. Carezza – 21 grudnia 2012 (gigant równoległy) – 1. miejsce
8. Carezza – 13 grudnia 2013 (gigant równoległy) – 2. miejsce
9. Rogla – 18 stycznia 2014 (gigant równoległy) – 2. miejsce
10. Sudelfeld – 1 lutego 2014 (gigant równoległy) – 2. miejsce
11. Bansko – 5 lutego 2017 (gigant równoległy) – 3. miejsce
12. Kayseri – 4 marca 2017 (gigant równoległy) – 2. miejsce
13. Bannoje – 7 lutego 2021 (slalom równoległy) – 3. miejsce

- W sumie (1 zwycięstwo, 9 drugich i 3 trzecie miejsca).